# L'Honneur de la tribu
Pour plus de détails, voir Fiche technique et Distribution.
L'Honneur de la tribu est un film algéro-français réalisé par Mahmoud Zemmouri, sorti en 1993.

## Synopsis
Adaptation du Roman de Rachid Mimouni
À Zitouna, Slimane el Mabrouk meurt en défendant son village, laissant deux orphelins, Omar et Ourida. Dépossédés, ils grandissent seuls. Plus tard, la guerre coloniale éclate : Omar rejoint le maquis, sa sœur disparaît. Après l’indépendance, Omar revient en représentant du pouvoir, promettant progrès et modernité. Mais les habitants s’interrogent : geste sincère ou vengeance déguisée ?

## Fiche technique
- Titre : L'Honneur de la tribu
- Réalisation : Mahmoud Zemmouri
  - Assistants réalisateurs : Marie-Laurence Attias et Messaoud Hattou
- Scénario : Mahmoud Zemmouri, d'après le roman de Rachid Mimouni publié en 1989 (Éditions Stock)
- Photographie : Mustapha Belmihoub et Claude Villand
- Décor : Amel Belmihoub et Jacques Rouxel
- Costumes : Habbel El Boukhari
- Son : Philippe Sénéchal
- Musique : Jean-Marie Sénia
- Montage : Jacques Gaillard
- Production : Denys Fleutot
- Sociétés de production : BFK Productions, Groupe Canal+, CNC, Ecrans du Sud, Fennec Productions, Neuf de Cœur Productions et Procirep
- Société de distributions : Neuf de Cœur Productions
- Pays de production : Algérie et France
- Langues originales : français, arabe
- Format : couleurs - 1,85:1 - mono - 35 mm
- Genre : comédie dramatique et guerre
- Durée : 90 minutes
- Dates de sortie : 
  - Algérie : 26 novembre 1993
  - France : 24 novembre 1993

## Distribution
- Saïd Amadis : Omar El Mabrouk
- Madjid Bouali : Djamel, le jeune avocat
- Marianne Caron : Macha
- Djamel Dekkar : Tête d'oignon
- Edith Develeyne : Loulou
- Mustapha El Anka : Georgeaud
- Hamza Feghouli : Moulay, le boucher
- Abdelaziz Guerda : Messaoud, le cafetier
- Ticky Holgado : Martial
- Kader Kada : Aïssa, le boiteux
- Naël Kervoas : Ourida
- Noémie Kocher : La secrétaire d'Omar
- Thierry Lhermitte : Le lieutenant
- Brigitte Roüan : Suzanne
- Rabah Loucif : Le facteur
- Mahmoud Zemmouri : Le saltimbanque
- Maurice Chevit : Le narrateur